# Бригантин (Њу Џерзи)
Бригантин (енгл. Brigantine) град је у америчкој савезној држави Њу Џерзи. По попису становништва из 2010. у њему је живело 9.450 становника.

## Демографија
Према попису становништва из 2010. у граду је живело 9.450 становника, што је 3.144 (25,0%) становника мање него 2000. године.
| Група             | 2000.          | 2010.         |
| Белци             | 10.014 (79,5%) | 7.939 (84,0%) |
| Афроамериканци    | 496 (3,9%)     | 275 (2,9%)    |
| Азијати           | 720 (5,7%)     | 446 (4,7%)    |
| Хиспаноамериканци | 1.185 (9,4%)   | 650 (6,9%)    |
| Укупно            | 12.594         | 9.450         |